# Parafia św. Jana Chrzciciela w Krasnem
Parafia pw. Świętego Jana Chrzciciela w Krasnem – parafia należąca do dekanatu makowskiego, diecezji płockiej, metropolii warszawskiej.
Została erygowana w 1380. Mieści się przy ulicy Ludwika Krasińskiego. 